# Rodrigo Amaral
Rodrigo Amaral est un footballeur uruguayen né le 25 mars 1997 à Montevideo. Il évolue au poste d'attaquant au Racing Club.

## Biographie

### En équipe nationale
Avec les moins de 20 ans, il participe au championnat de la CONMEBOL des moins de 20 ans en 2015 puis en 2017. Il inscrit un but lors de l'édition 2015, et cinq buts lors de l'édition 2017. Il est capitaine de l'équipe d'Uruguay lors de l'édition 2017. L'Uruguay remporte cette compétition en 2017.
Il dispute également la Coupe du monde des moins de 20 ans en 2015 puis en 2017. Lors de l'édition 2017, il inscrit un but contre l'Italie. L'Uruguay atteint les demi-finales de ce mondial, en étant battue par la Venezuela.

## Palmarès
- Vainqueur du championnat de la CONMEBOL des moins de 20 ans en 2017 avec l'équipe d'Uruguay des moins de 20 ans